# Gordon Wellesley
Gordon Wellesley (* 8. Dezember 1906 in Sydney, New South Wales, Australien; † Oktober 1980 in London) war ein australischer Drehbuchautor.

## Leben
Wellesley wuchs in Australien auf und begann in den 1930ern eine Karriere als Drehbuchautor und Produzent in der britischen Filmindustrie, zunächst für Associated Talking Pictures, ab 1936 mit eigener Produktionsfirma. Seinen größten Erfolg feierte er mit dem Drehbuch zu Night Train to Munich (1940), einem Thriller von Regisseur Carol Reed, mit dem Wellesley öfter zusammenarbeitete. Das Drehbuch wurde 1941 für den Oscar nominiert. Es folgten weitere Drehbücher für Warner Bros. Nach dem Zweiten Weltkrieg schrieb er vor allem fürs Fernsehen, aber auch für Hammer Films. Wellesley veröffentlichte außerdem zwei Bücher, einen Roman namens A Question of Adultery und das Sachbuch Sex and the Occult.
Obwohl die Internet Movie Database sein Geburtsdatum mit dem 8. Dezember 1906 angibt, weisen andere Quellen auf den 8. Dezember 1894 hin. Zudem hat er auch einen asiatischen Background, der oft unterschlagen wird. So ist sein Geburtsname Gordon Wellesley Wong, den er später zu  Gordon Wong Wellesley ändern ließ. Unter diesem Namen ist er bei seinen frühen Filmen, wie Shanghai Madness aufgeführt und veröffentlichte Artikel im US-amerikanischen Magazin Romance. Später ließ er das „Wong“ ganz weg.
Wellesley lebte bis zu seinem Tod in der Hammersmith Road in London. Verheiratet war er mit der Drehbuchautorin Katherine Hazel Strueby.

## Filmografie (Auswahl)
- 1940: Night Train to Munich
- 1944: Mr. Emmanuel
- 1954: Sein größter Prozeß (The Green Scarf)
- 1960: The Malpas Mystery
- 1961: Einmal China und zurück (Visa to Canton)

## Werke
- The Sex and the Occult. Souvenir Press Ltd 1973. ISBN 0-285-62095-9